# Cuenca panónica

Mapa topográfico. Diversas cordilleras forman sus límites: al oeste, los Alpes; al sur, los Alpes Dináricos; y al norte y al este, los Cárpatos.

Para las características geográficas de la región, y la historia, se debe consultar Llanura panónica.
La cuenca panónica o cuenca de los Cárpatos (en húngaro: Kárpát Medence) es una vasta cuenca sedimentaria en la Europa Central. 
La cuenca forma una unidad topográfica discreta en la geografía europea, rodeada por cadenas montañosas que definen un área con cierta unidad cultural. Una cultura más próxima a la de las regiones inmediatas del sur y el este, que a las del norte y el oeste.
La cuenca Panónica desagua en su totalidad en el río Danubio, que la divide en dos partes, siendo la oeste la de mayor extensión. 
Antiguamente formó parte de la provincia romana de Panonia y tras la llegada de las tribus magiares del Principado de Hungría en 895, la cuenca fue ocupada por ellos, encerrando entre sus montañas las fronteras del Reino de Hungría. A su vez, el reino húngaro contenía a etnias eslavas eslovacas, eslovenas y serbias que vivían en sus periferias, y posteriormente a partir de 1091 al reino de Croacia anexionado a Hungría. Sería entonces la Cuenca de los Cárpatos la frontera natural por excelencia del reino de Hungría hasta el final de la Primera Guerra Mundial en 1919, cuando el tratado de Trianon privó a Hungría de casi el 70 % de su territorio, dejando a más de 5 millones de húngaros como minorías en Estados vecinos recientemente creados. A partir de entonces, la división político-administrativa dentro de la cuenca cárpata se disgregaría en países basados en las etnias que habitaban diversas regiones.
El término geomorfológico de Llanura panónica es más usado para la misma región aproximadamente, pero con un significado diferente, siendo la llanura panónica exclusivo para las tierras bajas o llanuras.

## Terminología
El término Cuenca de los Cárpatos, llamado así por la extensa frontera con los Cárpatos, toma su nombre de la literatura húngara, mientras que los idiomas sureslavos (serbio, croata, esloveno y macedonio), así como el eslovaco y alemán, usan el término correspondiente de Cuenca panónica.
En húngaro, la cuenca es conocida como Kárpát-medence, en serbio y croata como Panonski basen, Панонски басен, en eslovaco como Panónska kotlina, en esloveno como Panonska kotlina y en alemán como Pannonisches Becken.
En inglés, la Cuenca Panónica o Cuenca de los Cárpatos no se usan generalmente como términos geográficos. La mayoría de las fuentes utilizan comúnmente el término Llanura panónica, cuando se refieren a las partes bajas o llanuras de la Cuenca Panónica, así como a aquellas regiones adyacentes como la Baja Austria, Moravia o Bosnia.
En la literatura geográfica húngara, varias subdivisiones de las montañas de los Cárpatos son también incluidas como parte de la Cuenca de los Cárpatos, sobre la base de divisiones geopolíticas tradicionales. (Véase: Reino de Hungría)